# Кубок Испании по футболу 1958
Кубок Испании по футболу 1958 — 54-й розыгрыш Кубка Испании по футболу выиграл Атлетик Бильбао. Этот кубок стал двадцатым в истории команды. 
Соревнование прошло в период с 18 мая по 29 июня 1958 года.

## Результаты матчей

### 1/4 финала
| Команда 1   | Итог | Команда 2       | 1-й матч | 2-й матч |
| ----------- | ---- | --------------- | -------- | -------- |
| Барселона   | 4:0  | Валенсия        | 3:0      | 1:0      |
| Лас-Пальмас | 0:5  | Атлетик Бильбао | 0:4      | 0:1      |
| Реал Хаэн   | 2:8  | Реал Сосьедад   | 2:1      | 0:7      |
| Реал Мадрид | 7:1  | Реал Вальядолид | 5:1      | 2:0      |

### 1/2 финала
| Команда 1       | Итог | Команда 2     | 1-й матч | 2-й матч |
| --------------- | ---- | ------------- | -------- | -------- |
| Атлетик Бильбао | 5:4  | Барселона     | 2:0      | 3:4      |
| Реал Мадрид     | 5:2  | Реал Сосьедад | 4:1      | 1:1      |

### Финал
| 29 июня, 1958            | \| Атлетик Бильбао \| 2:0 \| Реал Мадрид \| \| Ариета I 20′ · Маури 23′ \| Голы \| \| | Сантьяго Бернабеу, Мадрид Зрителей: 100 000 |
| Атлетик Бильбао          | 2:0                                                                                   | Реал Мадрид                                 |
| Ариета I 20′ · Маури 23′ | Голы                                                                                  |                                             |